# Xysticus jiangi
Xysticus jiangi is een spinnensoort uit de familie van de krabspinnen (Thomisidae).
De wetenschappelijke naam van de soort werd in 2000 gepubliceerd door X.J. Peng, Chang-Min Yin en Joo-Pil Kim.